# Liacarus splendens
Liacarus splendens är en kvalsterart som först beskrevs av Coggi 1898.  Liacarus splendens ingår i släktet Liacarus och familjen Liacaridae. Inga underarter finns listade i Catalogue of Life.